# المعراضة (إب)

تعديل مصدري - تعديل

المعراضة محلة تابعة لقرية الجاح، التابعة لعزلة ميتم بمديرية إب إحدى مديريات محافظة إب في الجمهورية اليمنية.، بلغ تعداد سكانها 208 حسب تعداد اليمن لعام 2004.